# Hamburger Kammerspiele

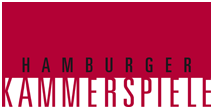
Logo

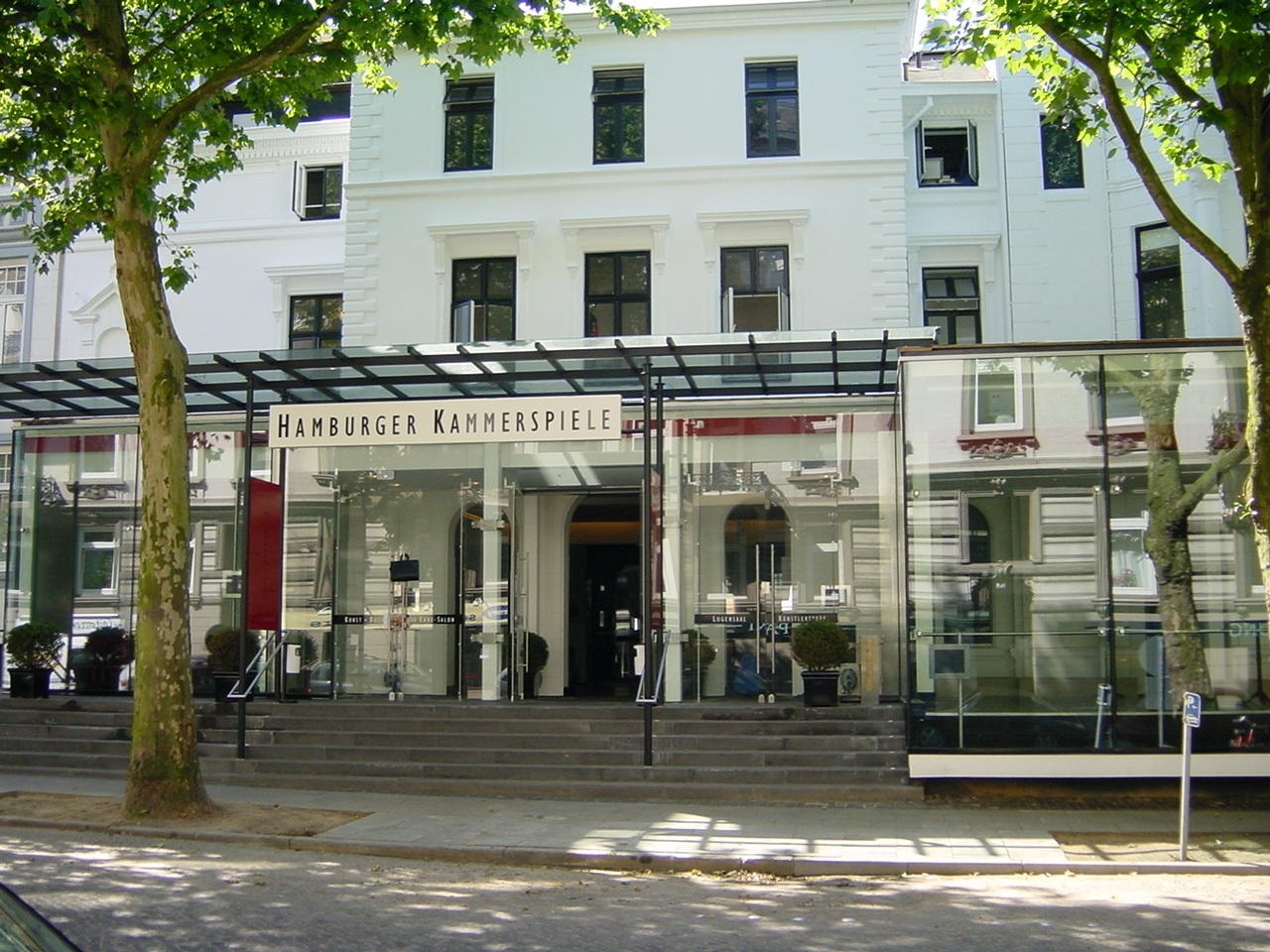
Hamburger Kammerspiele 2004

Die Hamburger Kammerspiele sind ein traditionsreiches, früher städtisches, jetzt privates Theater in Hamburg-Rotherbaum im Bezirk Hamburg-Eimsbüttel.

## Geschichte
Die von Erich Ziegel 1918 gegründeten Hamburger Kammerspiele wurden am 30. August 1918 in Hamburg am Besenbinderhof feierlich eröffnet. Die erste Woche stand ganz im Zeichen des am 9. März 1918 verstorbenen Schriftstellers und Dramaturgen Frank Wedekind. Nach dem Ende des Ersten Weltkrieges entwickelte sich die Spielstätte in den 1920er Jahren zu einem Mittelpunkt des modernen, expressionistischen Theaters. Werke von Arthur Schnitzler, Frank Wedekind, Bertolt Brecht und Hans Henny Jahnn wurden hier aufgeführt.
Das klassizistische Gebäude an der Hartungstraße im Hamburger Viertel Rotherbaum wurde 1863 von dem Kaufmann Otto Eduard Ferdinand Pfennig gebaut und beherbergte unter anderem ab 1904 die jüdische B’nai-B’rith-Loge, die bis 1937, auch neben dem Theaterbetrieb, in dem Logensaal ihre Sitzungen abhielt. Obwohl die Kammerspiele während der Weimarer Republik nur geringe Gagen zahlen konnten, standen die besten Ensembles und Künstler im Programm. Dazu gehörten unter anderem Elisabeth Bergner, Ernst Deutsch, Käthe Dorsch, Heinrich George, Lucie Höflich, Asta Nielsen, Paul Wegener und auch Rosa Valetti mit ihrem Kabarett Die Rampen. Auch das Moskauer Künstlertheater gastierte hier. Fünf Jahre war Gustaf Gründgens Mitglied des Ensembles. 1930 musste das Gebäude wegen der schlechten weltwirtschaftlichen Lage an die Anthroposophische Gesellschaft verkauft werden, die der Loge und dem Theater jedoch weiterhin die Nutzung des Hauses erlaubte.
Inzwischen war das Haus um das Nachbargebäude erweitert worden und entwickelte sich zu einem Zentrum der jüdischen Gemeinde im Viertel.
1941 wurde der Jüdische Kulturbund von den Nationalsozialisten liquidiert und das Theater an die Stadt Hamburg zwangsweise verkauft. Nach der Schließung des Theaters fand dort am 11. Juli 1942 eine der Sammlungen jüdischer Mitbürger zur Massendeportation in die Vernichtungslager statt, wobei 375 Juden in das KZ Auschwitz deportiert wurden.

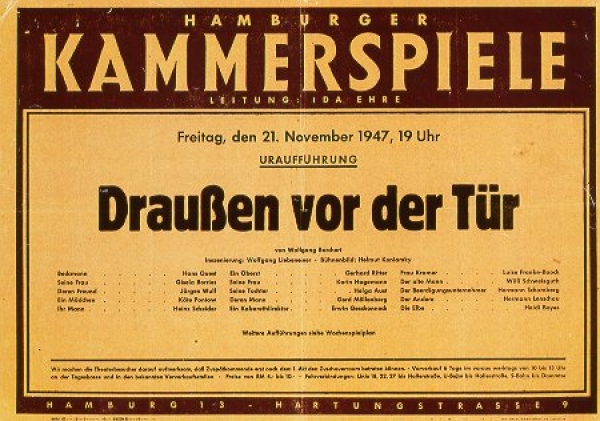
Plakat zur Uraufführung von Borcherts Draußen vor der Tür (1947)

Unter der Intendanz von Ida Ehre wurde das Theater 1945 wieder eröffnet. Ehre hatte als Jüdin die Inhaftierung im KZ Fuhlsbüttel überlebt. Sie wollte in diesem Haus Theater machen, dort „menschliche Probleme und Probleme der Welt“ vorführen, „von denen wir 12 Jahre lang nichts wissen durften“. Die Wiedereröffnung der Hamburger Kammerspiele stand in Hamburg für den Neuanfang und für die Idee eines „Theaters der Menschlichkeit und Toleranz“ (Ida Ehre). Meilensteine in der Geschichte des Theaters bildeten die Uraufführung von Wolfgang Borcherts Schauspiel Draußen vor der Tür (1947) und die deutschen Erstaufführungen vieler Arbeiten von Jean Anouilh, T. S. Eliot, Jean Giraudoux, Jean-Paul Sartre und Thornton Wilder. Nach dem Tod Ehres im Jahre 1989 wurde das Haus von Ursula Lingen, Stephan Barbarino, Gerd Schlesselmann und von 1995 bis 2003 von Ulrich Tukur und Ulrich Waller geleitet.
Ab der Spielzeit 2003/04 wurden die Hamburger Kammerspiele von Axel Schneider und Dietrich Wersich geführt; im Juli 2004 trat Holger Zebu Kluth als Geschäftsführer an die Stelle Dietrich Wersichs. Intendant Axel Schneider betonte im Rahmen der Übernahme die besonderen Wurzeln und die Tradition des Hauses und seine Absicht, das Theater für Hamburg „zu wahren und weiterzuentwickeln“.
Seit 2019 ist Sewan Latchinian Künstlerischer Leiter der Hamburger Kammerspiele und hat Regie bei den Produktionen Ich bin nicht Rappaport von Herb Gardner 2019, 2021 Lucy Kirkwoods Die Kinder und Musikalisch-Literarische Stolpersteine geführt sowie Der koschere Himmel von Lothar Schöne 2021 uraufgeführt.
Mit Produktionen wie Live – Werbung auf der Bühne oder Filmadaptionen wie Der Mann ohne Vergangenheit von Aki Kaurismäki und der Gastregie vom Filmemacher Dieter Wedel wurden seither neue Ideen vorgestellt. Typisches Kammerspiel und eine Reihe von Lesungen sind nach wie vor fester Bestandteil des Programms.
Beide Gebäude des Theaters wurden 2002 umgebaut und modernisiert, der Hauptsaal fasst 419 Zuschauer. Der Logensaal im selben Gebäude bietet – je nach Bestuhlung – bis zu 100 Zuschauern Platz und wird für Lesungen und Kabarett genutzt.

## Ehrungen
In den Jahren 1999, 2002, 2006 und 2007 erhielten die Hamburger Kammerspiele den Pegasus-Preis, mit dem seit 1999 in jedem Jahr ein Hamburger Privattheater ausgezeichnet wird. Seit 1995 gastierte das Theater mit Eigenproduktionen bei den Wiener Festwochen, den Ruhrfestspielen, beim Festival Aua wir leben in Bern, beim Zürcher Theater Spektakel, beim Norddeutschen Theatertreffen und unter anderem in Berlin (Admiralspalast, Renaissance-Theater) und Wien (Theater in der Josefstadt). 1999 wurden die Hamburger Kammerspiele mit der Peter-Zadek-Inszenierung des Stücks Gesäubert von Sarah Kane zum 36. Berliner Theatertreffen eingeladen.

## Intendanten
- 1918 bis 1933: Erich Ziegel
- 1945 bis 1989: Ida Ehre
- 1989 bis 1995: Ursula Lingen
- 1995 bis 2003: Ulrich Tukur und Ulrich Waller
- seit 2003: Axel Schneider

## Bekannte Ensemble-Mitglieder
- Hans Albers
- Axel von Ambesser
- Wolf von Beneckendorff
- Viktor de Kowa
- Erwin Geschonneck
- Gustaf Gründgens
- Dolly Haas
- Walter Jokisch
- Paul Kemp
- Fritz Kortner
- Hilde Krahl
- Erwin Linder
- Erika Mann
- Klaus Mann
- Hans Nielsen
- Hans Quest
- Leo Reuss
- Utz Richter
- Hans Hermann Schaufuß
- Albrecht Schönhals
- Annemarie Schradiek
- Carl-Heinz Schroth
- Pamela Wedekind
- Marianne Wischmann
- Grethe Weiser